# 沖縄青少年科学作品展
沖縄青少年科学作品展（おきなわせいしょうねんかがくさくひんてん）は、沖縄県内の小、中、高等学校、高等専門学校（3年次まで）及びアメリカンスクールから応募された科学に関する受賞作品を展示する作品展。沖縄電力が主催しており、県内でも有数の大きな催し物である。
「青少年の科学に関する興味・関心を喚起し、沖縄県の科学教育の振興に資するとともに地域産業の担い手となる人材の育成に寄与すること」を目的に1979年より開催している。

## 概要
名称
沖縄青少年科学作品展
開催目的
青少年の科学に関する興味・関心を喚起し、沖縄県の科学教育の振興に資するとともに地域産業の担い手となる人材の育成に寄与すること
会場
浦添市民体育館（浦添運動公園内）
主催
沖縄電力
共催
- 沖縄県
- 沖縄県教育委員会
- 沖縄県高等学校理科教育研究協議会
- 沖縄県理科教育協会

後援
- 浦添市教育委員会
- 沖縄タイムス社
- 琉球新報社
- NHK沖縄放送局
- 琉球放送
- 沖縄テレビ放送
- 琉球朝日放送
- ラジオ沖縄
- FM沖縄

## 過去の応募対象
- 小・中学校：その年度の沖縄県児童・生徒科学賞作品展（これの出展にはさらに国頭・中部・南部・宮古・八重山といった地方の審査で推薦されることが必要）で優良賞以上を受賞、あるいは推薦佳作を受賞した作品
- 高等学校：県内の高等学校に在学する生徒の作品
- 県内の高等専門学校（沖縄高専のみ）に在学する学生の作品（但し、3 年次まで）
- アメリカンスクール:県内のアメリカンスクールに在学する児童生徒の作品

小・中学校の部門は予備審査が2回（地区・県）もあるので、出展するのも名誉だと思われる。

## 沿革
- 1979年 第1回開催。
- 1994年 アメリカンスクール生徒が正式に参加（第16回）。
- 2003年2月8日・9日 第25回開催。
- 2004年2月14日・15日 第26回開催。
- 2005年2月19日・20日 第27回開催。
- 2006年2月11日・12日 第28回開催。
- 2007年2月10日・11日 第29回開催。
- 2008年2月9日・10日 第30回開催。
- 2009年2月21日・22日 第31回開催。
- 2010年2月13日・14日 第32回開催。
- 2011年2月12日・13日 第33回開催。
- 2012年2月11日・12日 第34回開催。
- 2013年2月23日・24日 第35回開催。
- 2014年2月8日・9日 第36回開催。
- 2015年2月14日・15日 第37回開催予定。

## テーマ
- 第16回 - 教室から未来へ飛び出す、僕らの科学。
- 第21回 - 集まれ未来の博士たち。
- 第22回 - 未来へ飛び出せ。
- 第24回 - 科学ワールドへようこそ!
- 第25回 - 元気いっぱい。科学がいっぱい。
- 第26回 - 夢いっぱい広がった科学ワールド。
- 第27回 - 科学で芽生える大きな夢。
- 第28回 - 未来に発進!科学のヒラメキ。
- 第29回 - 科学の風が未来へ誘う。
- 第30回 - 30年前に見た夢は現実に、そして未来に進化する。
- 第31回 - 君の不思議が科学になる
- 第32回 - 発見!体験!科学を冒険。
- 第33回 - 世界を変える、君の発想!
- 第34回 - 僕のひらめきは、無限大!
- 第35回 - 科学と作る僕らの未来。
- 第36回 - 未来を灯す、君の想像力

## 日程
1日目（2010年2月13日）
- テープカット　9時45分 - 10時
- 表彰式　10時 - 12時
- 入賞作品発表会　12時 - 12時30分（沖縄県知事賞受賞者による作品発表会）
- 作品展　10時 - 17時

2日目（2010年2月14日）
- 作品展 10時 - 17時

## アクセス
車
- 浦添運動公園駐車場
- 浦添市役所駐車場（臨時駐車場）　★
- 沖縄電力本店内駐車場（臨時駐車場）　★

★の駐車場から会場までは無料のシャトルバスを利用（後述）。
公共機関
- 浦添運動公園#交通を参照。

シャトルバス
- 沖縄電力本店⇔浦添市役所前⇔浦添市民体育館前